# Dolomedes trippi
Dolomedes trippi là một loài nhện trong họ Pisauridae.
Loài này thuộc chi Dolomedes. Dolomedes trippi được Henry Roughton Hogg miêu tả năm 1908.